# Danny Steinmann
Danny Steinmann (7. ledna 1942 New York City, New York, USA – 18. prosince 2012) byl americký filmový režisér a scenárista, mezi jehož nejznámější filmy patří Pátek třináctého 5: Nový začátek z roku 1985. Debutoval roku 1973 pornofilmem High Rise. Jeho další snímky jsou The Unseen (1980) a Divoké ulice (1984).

## Život
Danny Steinmann se narodil roku 1942 v New Yorku. V dětství byl vynikajícím atletem.
V šedesátých letech si zahrál v několika snímcích a v roce 1973 debutoval (pod pseudonymem Danny Stone) jako režisér a scenárista pornofilmem High Rise. Poté se věnoval produkci různých reklam a filmů.
Jeho prvním celovečerním filmem byl horor The Unseen (1980). Kvůli nespokojenosti s finální verzí filmu se však nechal v titulcích uvést pod pseudonymem Peter Foleg.
Následovalo akční béčko Divoké ulice (1984) a roku 1985 natočil svůj nejznámější snímek, horor Pátek třináctého 5: Nový začátek. Film měl sice velké tržby, ale diváky i kritiky byl ztrhán. To, společně s těžkou nehodou, po které se léta zotavoval, přispělo k tomu, že žádný další snímek již nikdy nenatočil.